# Jesko von Puttkamer
Jesko Albert Eugen von Puttkamer (2 de julio de 1855 Berlin - 23 de enero de 1917 in Berlín) fue un jefe militar colonial alemán y en nueve ocasiones gobernador de Camerún.

## Política
Fue gobernador de Camerún en las siguientes épocas:
- 13 de mayo de 1887 - 4 de octubre de 1887
- 14 de agosto de 1890 - 2 de diciembre de 1890
- 31 de diciembre de 1894 - 27 de marzo de 1895
- 5 de mayo de 1895 - 26 de octubre de 1895
- 11 de septiembre de 1897 - 12 de enero de 1898
- 14 de octubre de 1898 - 17 de enero de 1900
- 16 de noviembre de 1900 - 3 de febrero de 1902
- 2 de octubre de 1902 - 9 de mayo de 1904
- 31 de enero de 1905 - enero de 1906.

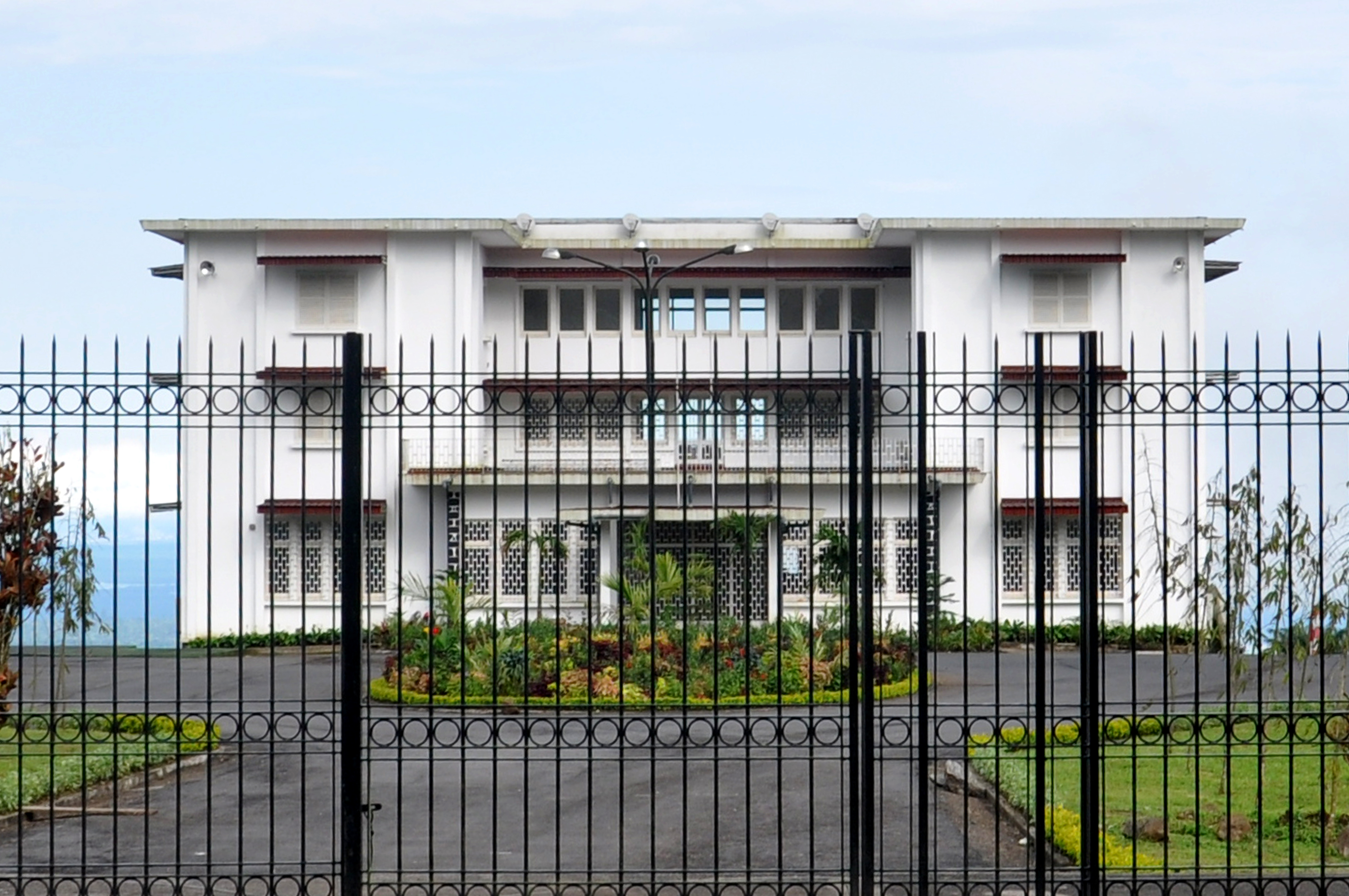
Vista del Palacio de Von Puttkamer